# Victor Noyer
Victor Noyer, né en 1795 à Vichy et mort le 14 mai 1860 dans cette même ville, est un médecin et homme politique français. Il fut maire de Vichy de 1853 à 1857 au début du Second empire.

## Biographie
Il fait ses études à Cusset (ville mitoyenne de Vichy) puis à Paris. Après être revenu dans la ville thermale, il s’initie à la chirurgie auprès de son père et d’un médecin de Saint-Pourçain-sur-Sioule. Il devient officier de santé en 1820 et s’installe à la place de son père. Il soutient sa thèse à la faculté de Strasbourg.
Il fut nommé médecin adjoint aux eaux minérales grâce à l’amitié le liant au baron Lucas, inspecteur des eaux de 1801 à 1833, puis grâce au docteur Victor Prunelle, nommé inspecteur des eaux à partir de 1833. Il est nommé maire de Vichy par le gouvernement de Napoléon III en 1853, au début du Second empire et le restera jusqu'à sa démission 4 ans plus tard, en 1857. 

## Mandat
- Maire de Vichy de 1853 (nommé par le gouvernement) à 1857 (démission).